# Башуки
Башуки́ (укр. Башуки) — село в Лопушненской сельской общине Кременецкого района Тернопольской области Украины.
Код КОАТУУ — 6123480401. Население по переписи 2001 года составляло 919 человек.

## Географическое положение
Село Башуки находится у истоков реки Добрынь,
ниже по течению на расстоянии в 0,5 км расположено село Старый Алексинец.

## История
- 1707 год — дата основания.

## Объекты социальной сферы
- Школа I—II ст.
- Дом культуры.
- Фельдшерско-акушерский пункт.

## Достопримечательности
- Братская могила советских воинов.